# Uwe Weidemann
Uwe Weidemann (* 14. června 1963, Weißensee) je bývalý německý fotbalista, ofenzivní záložník, reprezentant východního Německa.

## Fotbalová kariéra
Ve východoněmecké oberlize hrál za FC Rot-Weiß Erfurt a 1. FC Lokomotive Leipzig. Nastoupil v 94 ligových utkáních a dal 21 gólů. Po sjednocení Německa hrál za 1. FC Norimberk, SV Waldhof Mannheim, MSV Duisburg, FC Schalke 04, Herthu BSC, FC Gütersloh a Fortunu Düsseldorf. V bundeslize nastoupil ve 102 utkáních a dal 14 gólů. V Poháru UEFA nastoupil ve 3 utkáních. Za reprezentaci Východního Německa (NDR) nastoupil v letech 1985–1990 v 10 utkáních.

## Ligová bilance
| Ročník                | Zápasy | Góly | Klub                     |
| --------------------- | ------ | ---- | ------------------------ |
| I. liga 1983/84       | 1      | 0    | FC Rot-Weiß Erfurt       |
| I. liga 1984/85       | 22     | 12   | FC Rot-Weiß Erfurt       |
| I. liga 1985/86       | 6      | 2    | FC Rot-Weiß Erfurt       |
| I. liga 1986/87       | 20     | 1    | FC Rot-Weiß Erfurt       |
| I. liga 1987/88       | 4      | 0    | 1. FC Lokomotive Leipzig |
| I. liga 1988/89       | 22     | 1    | FC Rot-Weiß Erfurt       |
| I. liga 1989/90       | 22     | 5    | FC Rot-Weiß Erfurt       |
| Bundesliga 1990/91    | 14     | 1    | 1. FC Norimberk          |
| Bundesliga 1991/92    | 9      | 1    | 1. FC Norimberk          |
| 2. bundesliga 1992/93 | 33     | 5    | SV Waldhof Mannheim      |
| Bundesliga 1993/94    | 30     | 9    | MSV Duisburg             |
| Bundesliga 1994/95    | 30     | 2    | MSV Duisburg             |
| Bundesliga 1995/96    | 13     | 1    | FC Schalke 04            |
| Bundesliga 1996/97    | 6      | 0    | FC Schalke 04            |
| 2. bundesliga 1996/97 | 7      | 1    | Hertha BSC               |
| 2. bundesliga 1997/98 | 30     | 3    | FC Gütersloh             |
| 2. bundesliga 1997/98 | 26     | 4    | FC Gütersloh             |
| CELKEM DDR-Oberliga   | 94     | 21   |                          |
| CELKEM Bundesliga     | 102    | 14   |                          |